# Grolle (Fluss)
Die Grolle ist ein Fluss in Frankreich, der im Département Cantal in der Region Auvergne-Rhône-Alpes verläuft. Sie entspringt im Bergland Monts du Cantal, am Plateau du Limon, im nordöstlichen Gemeindegebiet von Le Claux, entwässert generell in nördlicher Richtung durch den Regionalen Naturpark Volcans d’Auvergne und mündet nach rund 21 Kilometern an der Gemeindegrenze von Marchastel und Saint-Amandin als rechter Nebenfluss in die Petite Rhue.

## Orte am Fluss
(Reihenfolge in Fließrichtung)
- Véresmes, Gemeinde Cheylade
- Rejateix, Gemeinde Lugarde
- Marchastel
- Barajol, Gemeinde Saint-Amandin

## Sehenswürdigkeiten
Im Mündungsbereich der Grolle wird die Petite Rhue vom sehenswerten Viaduc de Barajol überquert, einem Eisenbahnviadukt aus dem Beginn des 20. Jahrhunderts, über das heute der Touristenzug Gentiane Express zwischen Riom-ès-Montagnes und Lugarde verkehrt. Das Bauwerk ist als Monument historique registriert.